# Platanthera orbiculata
Platanthera orbiculata là một loài thực vật có hoa trong họ Lan. Loài này được (Pursh) Lindl. miêu tả khoa học đầu tiên năm 1835.

## Hình ảnh

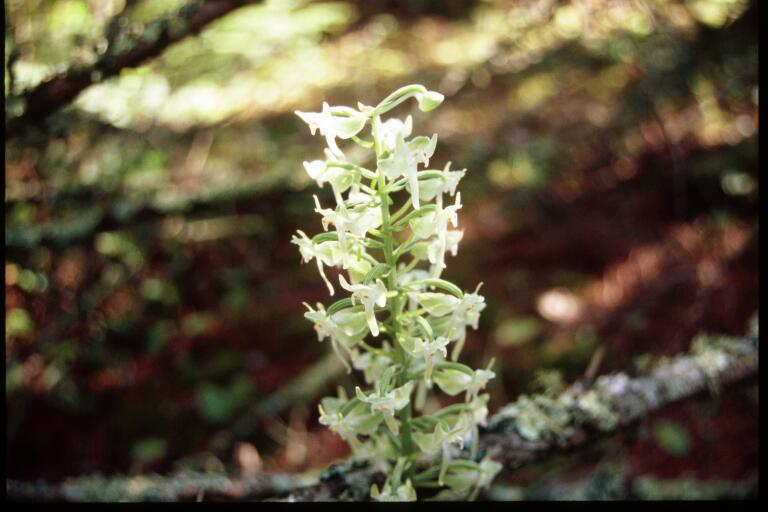
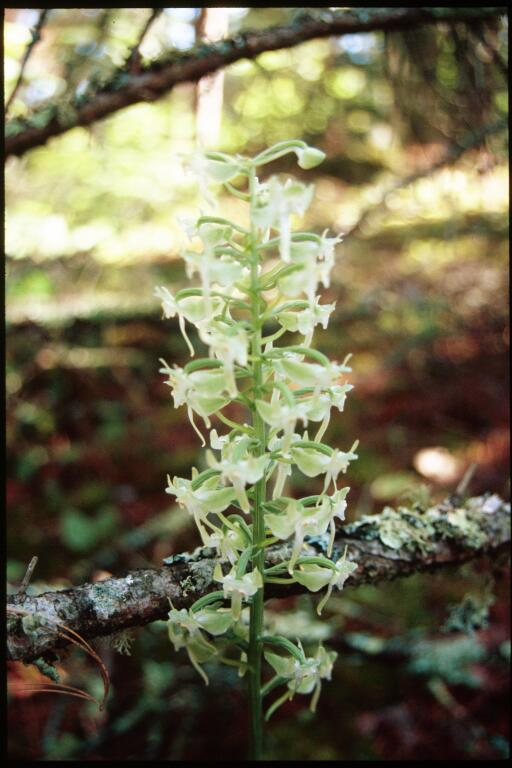
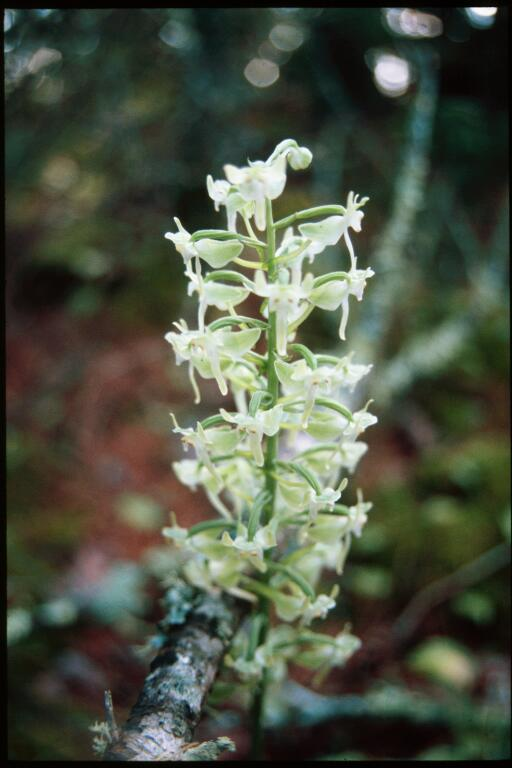
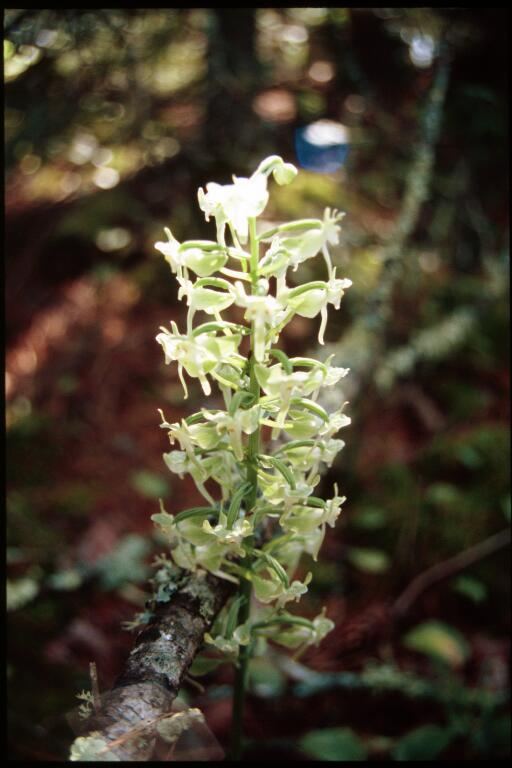